# お願い!プレイメイト
『お願い!プレイメイト』（原題：Miss March）は、アメリカ合衆国のコメディ映画。

## あらすじ
プロムの日、ユージーンは悪友タッカーから酒を飲まされ、あこがれのシンディと一夜を共にしようとして誤って階段から転げ落ち、4年間昏睡してしまう。
タッカーにたたき起こされたユージーンは、シンディがプレイボーイの表紙を飾っていることを聞きショックを受ける。
二人はプレイボーイ・マンションに行きシンディと再会する。

## キャスト
| 役名               | 俳優                                             | 日本語吹替 |
| ------------------ | ------------------------------------------------ | ---------- |
| ユージーン         | ザック・クレッガー/ スレイド・ピアース（幼少時） | 川島得愛   |
| タッカー           | トレヴァー・ムーア/ レミー・ソーン（幼少時）     | 佐藤せつじ |
| シンディ           | ラクエル・アレッシ                               | 宮島依里   |
| ホースディックMPEG | クレイグ・ロビンソン                             |            |
| ヒュー・ヘフナー   | ヒュー・ヘフナー                                 | 小島敏彦   |
| ウォンカ           | イヴ・マウロ                                     |            |
| ドクター           | セドリック・ヤーブロー                           |            |
| リック             | ジェフ・ミード                                   |            |
| 本人               | サラ・ジーン・アンダーウッド                     | 小橋知子   |
| キャンダス         | モリー・スタントン                               | 城雅子     |

- その他の声の吹き替え：遠藤純一／木村雅史／佐々木睦／御園行洋／若原美紀／松本さち／伊東久美子／橘凜／金野潤／上田純子／金光宣明／間宮康弘／小暮智美／名村幸太朗／山川朋美